# Exoribatula pacifica
Exoribatula pacifica är en kvalsterart som först beskrevs av Aoki 1964.  Exoribatula pacifica ingår i släktet Exoribatula och familjen Hemileiidae. Inga underarter finns listade i Catalogue of Life.